# Magda (postać fikcyjna)

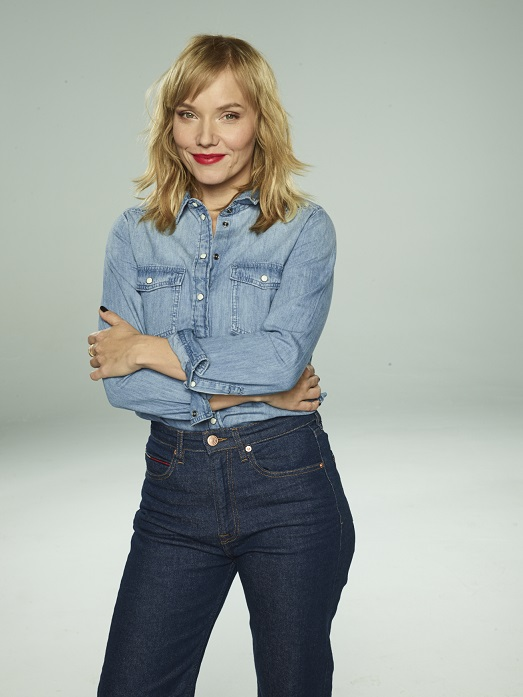
Roma Gąsiorowska, która wcieliła się w postać Magdy w filmie Wojna polsko-ruska.

Magda – postać fikcyjna, stworzona przez Dorotę Masłowską na potrzeby powieści Wojna polsko-ruska pod flagą biało-czerwoną. Książka została wydana w 2002. Zekranizował ją Xawery Żuławski. W Magdę wcieliła się Roma Gąsiorowska-Żurawska, polska aktorka filmowo-telewizyjna, dwukrotnie nominowana do Polskiej Nagrody Akademii Filmowej „Orzeł”.

## Historia
Magda to postać drugoplanowa. Jest największą miłością głównego bohatera, „Silnego”. Ich relacja trwa przez całą fabułę i jest przyczyną rozterek sercowych Silnego. Magda ma włosy w kolorze blond, nosi grubą warstwę makijażu. Większość wolnego czasu spędza w solarium. Nigdy nie odmawia sobie dobrej zabawy, często nadużywa alkoholu i narkotyków, tzw. Speeda. Poszukuje bogatego mężczyzny, który wyrwie ją z Wejherowa – małego nadmorskiego miasteczka – do lepszego świata w USA. Szybko okazuje się, że Silny nie może jej tego zapewnić. Magda została nominowana do Nagrody „Miss Dnia bez Ruska”.

## Geneza postaci
Magda ma papierowy charakter i żyje w konwencji papierowego świata. Urodziła się w ubogiej rodzinie z Wejherowa w drugiej połowie lat 80. XX w.. Dorota Masłowska, tworząc w wieku 16 lat świat przedstawiony w powieści, oparła go na swoich osobistych doświadczeniach, dlatego też przenosimy się do rodzinnego miasta autorki. Osobowość Magdy jest swego rodzaju karykaturą i artystyczną wizją stereotypowej mieszkanki polskiego blokowiska. Od najmłodszych lat żyje w przekonaniu, że skończy jako żona bogatego mieszkańca USA. Marzy o tym, by przeżyć swoje życie jak księżniczka z bajek Disneya.